# Triceromeryx
Triceromeryx — вимерлий рід парнокопитних родини Palaeomerycidae, ендемічний для Європи з епохи середнього міоцену, 16.9—16.0 млн років тому.
Він був схожий на травоїдного Ampelomeryx.

## Таксономія
Triceromeryx був названий Villalta Commela та ін. (1946). Керрол (1988) відніс його до Giraffidae; і до Palaeomerycinae Prothero і Liter (2007).

## Розповсюдження викопних решток
- Cetina de Aragon, Сарагоса, Іспанія